# Ghermez Chalife-je Olja
Ghermez Chalife-je Olja – wieś w Iranie, w ostanie Azerbejdżan Zachodni, w szahrestanie Mijandoab. W 2006 roku liczyła 539 mieszkańców.